# Il mondo di Patty: Il gioco più bello
Il mondo di Patty: Il gioco più bello (Patito Feo: el juego más bonito) è un videogioco sviluppato dalla software house spagnola Tonika Games e pubblicato dalla Sony Computer Entertainment per PlayStation Portable per il solo mercato spagnolo, portoghese ed italiano il 10 novembre 2010. Il videogioco è ispirato alla popolare serie televisiva Il mondo di Patty.

## Modalità di gioco
Il videogioco è una avventura grafica con elementi tipici dei videogiochi musicali e delle simulazioni di vita. Il giocatore controlla il personaggio di una studentessa appena trasferitasi presso la scuola Pretty Land School of Arts.
Il protagonista potrà interagire con gli studenti della scuola, che di volta in volta gli assegneranno delle missioni da portare a termine, che se completate sbloccheranno alcuni contenuti nascosti, come nuove personalizzazioni per il personaggio controllato dal giocatore. 
Sarà inoltre possibile avere accesso ad altre zone della città, come il centro commerciale in cui sarà possibile acquistare nuovi accessori ed abiti per il proprio personaggio e l'ufficio postale, attraverso il quale sarà possibile scambiare dati via wi-fi con altre PSP. A seconda delle scelte che il giocatore compirà durante il gioco, sarà possibile entrare a far parte del gruppo delle popolari o delle divine.